# 李纯 (演员)
李纯（1988年2月15日—），女，安徽省芜湖市人，中国大陆演员。代表作品有：《愛很美味》、《花千骨》、《如懿传》、《庆余年》等。

## 生平
1998年，10岁的李纯进入北京舞蹈学院附中学习芭蕾舞。2005年，17岁时受聘于上海芭蕾舞团担任舞蹈演员。2009年，考入北京电影学院表演系，就读本科2班，与吴谨言、刘芮麟、黄梦莹、谢昀杉（小叮当）等人为同班同学。

## 影视作品

### 电视剧
| 首播年份 | 剧名                     | 角色        | 备注       |
| 2014年   | 大都市小爱情             | 蘇勤        |            |
| 2015年   | 天生要完美               | 高穎        |            |
| 2015年   | 花千骨                   | 霓漫天      |            |
| 2016年   | 画江湖之不良人（第一季） | 陸林軒      | 網路劇     |
| 2016年   | 画江湖之不良人（第二季） | 陸林軒      | 網路劇     |
| 2016年   | 藏地密码                 | 唐敏        | 網路劇     |
| 2018年   | 如懿傳                   | 魏嬿婉      |            |
| 2019年   | 空降利刃                 | 林俊娇      |            |
| 2019年   | 庆余年                   | 司理理      |            |
| 2020年   | 新世界                   | 柳如丝      |            |
| 2020年   | 他其实没有那么爱你       | 任染        |            |
| 2021年   | 爱很美味                 | 刘净        | 網路劇     |
| 2021年   | 雪中悍刀行               | 轩辕青锋    |            |
| 2023年   | 百慕迷踪                 | 胡月/胡恩西 | 2017年拍攝 |
| 2024年   | 今天的她们               | 顾漫婷      |            |
| 2024年   | 好团圆                   | 向中        |            |
| 2025年   | 異人之下之決戰！碧遊村   | 风波体      | 網路劇     |
| 2025年   | 亲爱的你                 | 女警察      | 2020年拍攝 |
| 待播     | 欢迎回我的频道           |             | 網路劇     |
| 待播     | 大生意人                 | 苏紫轩      |            |
| 待播     | 风与潮                   | 郭绮文      |            |
| 待播     | 藏锋                     | 袁莱        | 網路劇     |
| 待播     | 冬城猎凶                 | 梅文君      | 網路劇     |

### 电影
| 上映年份 | 电影名             | 角色     | 备注   |
| 2011年   | 金陵十三钗         | 秦淮女   |        |
| 2011年   | 美好时光           | 任菲     |        |
| 2013年   | 不肯去观音         | 莲妹     |        |
| 2013年   | 石头剪刀布         | 生还女孩 | 微电影 |
| 2014年   | 归来               | 崔美芳   |        |
| 2017年   | 海角有个五店市     | 陈楠     |        |
| 2017年   | 心理罪             | 陈希     |        |
| 2017年   | 三生三世十里桃花   | 素錦     |        |
| 2023年   | 爱很美味（电影版） | 刘净     |        |
| 待上映   | 生死摆渡           |          |        |

### 綜藝
- 《我就是演员》第四期 EP4 20180929
- 《我就是演员》EP8 20181027
- 《奔跑吧》第九季 EP4 20210514 飾 大乔

## 外部連結
- 李纯LiChun的新浪微博
- 李纯LiChun的Instagram帳戶
- 李纯在互联网电影资料库（IMDb）上的資料（英文）
- 李纯在香港影庫上的簡介
- 李纯在时光网上的簡介（简体中文）
- 李纯在豆瓣上的资料（简体中文）